# 伊勢市立二見中学校

伊勢市立二見中学校（いせしりつふたみちゅうがっこう）は、三重県伊勢市二見町荘にある公立中学校。

## 概要
- 校舎は鉄筋コンクリート3階建て延べ2,765m2。防音、空調設備あり。南向きに扇を広げたような形に教室が並ぶ、フロアや階段はすべて木製。1階は職員室・図書室・保健室など、2階は6教室など、3階は4教室と多目的ホール。展望台が屋上にあり、高さ約12m、直径約4.2mメートルの円筒状である。[1]
- 運動場
- 屋内運動場

## 沿革
- 1947年（昭和22年）5月8日 - 二見町立二見中学校が創立、二見町立二見小学校の校舎内に併置する。（創立記念日）
- 1948年（昭和23年）11月15日 - 新校舎が竣工、同年12月22日に移転する。
- 1953年（昭和28年）9月25日 - 台風13号の高潮により、運動場に被害を受ける。
- 1954年（昭和29年）4月24日 - 校旗を制定する。
- 1955年（昭和30年）6月24日 - 校歌を制定する。同年12月17日に校歌発表会を挙行する。
- 1959年（昭和34年）6月8日 - 屋内体操場が竣工する。
- 1959年（昭和34年）9月26日 - 伊勢湾台風（台風15号）により、校舎が大破する。
- 1961年（昭和36年）5月28日 - 鉄筋3階建の新校舎が竣工、翌日（5月29日）に移転する。
- 1979年（昭和54年）10月15日 - 屋内体操場の改装工事が完了する。
- 1980年（昭和55年）3月12日 - 鉄筋3階建の特別教室棟が竣工する。
- 1987年（昭和62年）3月 - 屋内運動場が完成する。
- 1997年（平成9年）11月7日 - 新校舎の起工式を挙行する。旧校舎は、すでに新校舎建設のため取り壊され、プレハブの仮設校舎を使用する。[2]
- 1998年（平成10年）12月25日 - 鉄筋コンクリート3階建の新校舎が完成し、記念式典を挙行する。[1]
- 2005年（平成17年）11月1日 - 二見町が伊勢市と統合したのに伴い、伊勢市立二見中学校に改称する。
- 2007年（平成19年）4月1日 - 3学期制から2学期制に移行する。
- 2023年（令和5年）4月1日 - 光の街に伊勢市立二見浦小学校との同一校舎が完成し、移転する。なお、同一校舎に小中学校が併設されるのは伊勢市では初となる。

## 学校区
旧度会郡二見町（現伊勢市二見町）全域（☆は二見小学校区・★は今一色小学校区）
- 二見町松下☆
- 二見町江☆
- 二見町三津☆
- 二見町茶屋☆
- 二見町荘☆
- 二見町山田原☆
- 二見町光の街☆
- 二見町溝口☆
- 二見町西☆★
- 二見町今一色★

※伊勢市立の小学校及び中学校の就学すべき学校の指定に関する規則による。

## 周辺
- 御塩殿神社
- 伊勢市立二見浦保育園
- 伊勢市立二見小学校
- 興玉神社

## 交通アクセス
- JR東海 参宮線 二見浦駅下車徒歩約15分